# Seznam srbskih dirigentov
Seznam srbskih dirigentov.

## B
- Bogdan Babić
- Isidor Bajić
- Krešimir Baranović (hrv.-srb.)
- Stanislav Binički
- Lazar Buta

## C
- Daniela Candillari (srbsko-slovensko-ameriška)
- Gaetano Cilla (1906-1970) (italijansko-srbski)

## Č
- Dragutin Čižek (1831–1913) (češ.rodu)

## D
- Oskar Danon (1913–2009)

## F
- Jovan Frajt (Jan Frait) (1882–1938)

## H
- Stevan Hristić (1885–1958)

## I
- Vojislav Ilić (1912-1999)

## J
- Mladen Jagušt
- Đura Jakšić (1924–1991)
- Davorin Jenko (1835 - 1914) (slovensko-srbski)

## K
- Franc Klinar (slov.-srb.)
- Vladimir Kulenović

## M
- Ilija Marinković
- Josif Marinković
- Dušan Miladinović
- Jovan Milošević (1895 - 1959) (Črna gora)
- Predrag Milošević (1904 - 1988)
- Milan Milovuk (1825 - 1883)

## L
- Josip Lorbek - Pepi (1933 - 2010)

## N
- Jasmina Novokmet

## P
- Branko Pajević

## S
- Mladen Sabljić
- Vojislav Simić - Bubiša
- Zvonimir Skerl
- Kornelije Stanković
- Bojan Suđić

## Š
- Jovan Šajnović
- Jožef Šlezinger
- Angel Šurev

## V
- Zlatan Vauda
- Josip Vošnjak (slov.-srb.)

## Z
- Živojin Zdravković